# Camponotus prosseri
Camponotus prosseri is een mierensoort uit de onderfamilie van de schubmieren (Formicinae). De wetenschappelijke naam van de soort is voor het eerst geldig gepubliceerd in 2002 door Shattuck & McArthur.